# Couverture forestière

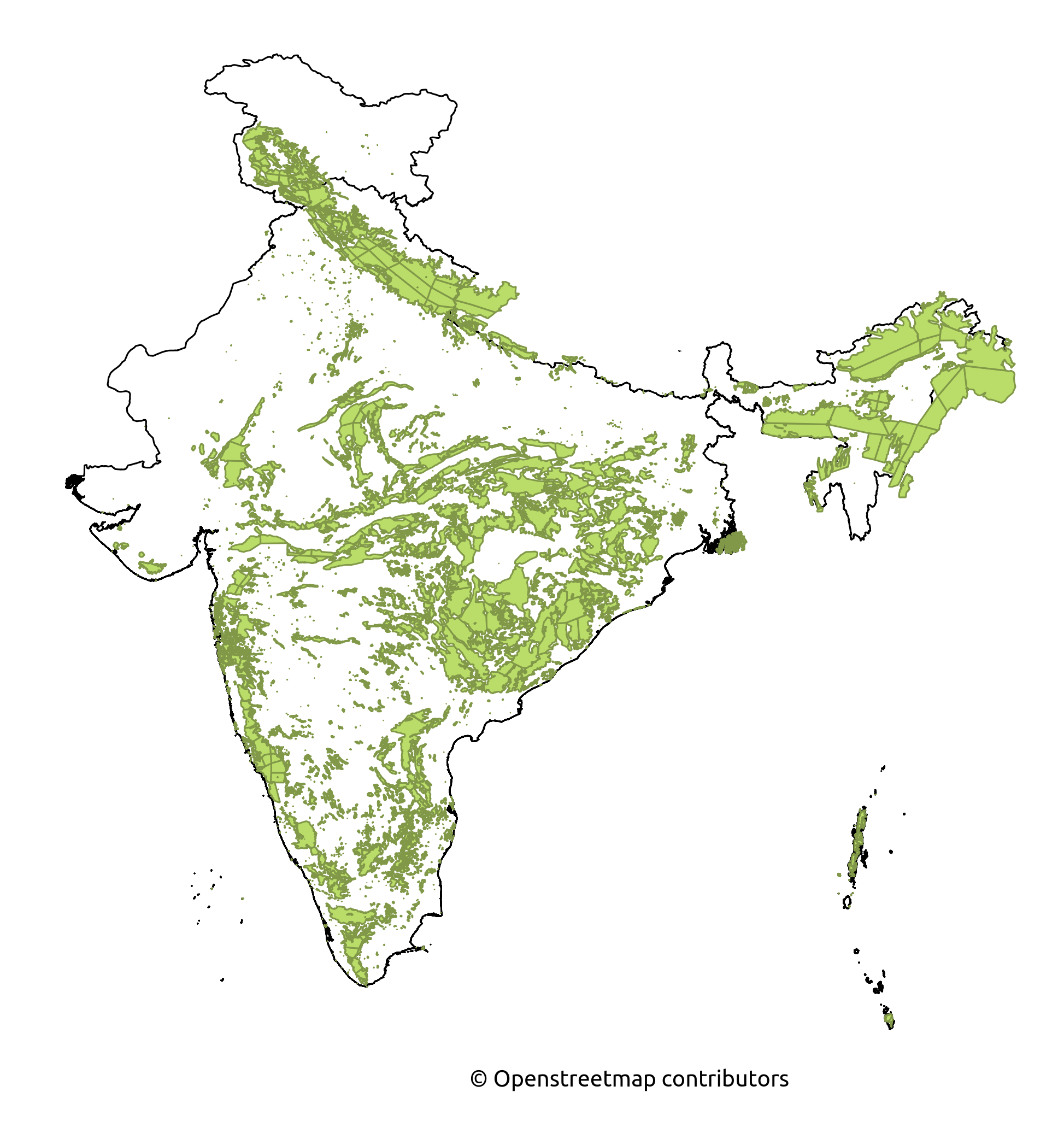
Couverture forestière en Inde

La couverture forestière est la part de forêt qui couvre une superficie donnée. Elle peut être mesurée de manière relative (en pourcentage) ou absolue (en kilomètres carrés). Au niveau mondial, près d'un tiers de la surface terrestre est couverte de forêts, dont 4 à 5 milliards d'hectares composés de forêts à canopée fermée.

## Voir également
- Couvert végétal
- Liste des pays par superficie forestière
- Par pays :
  - Couverture forestière de l'Est du Cameroun
  - Couverture forestière en Côte d'Ivoire
  - Couverture forestière en Finlande